# Kasamwa
Kasamwa è una circoscrizione mista (mixed ward) della Tanzania situata nel distretto di Geita, regione di Geita. Conta una popolazione di 24 461 abitanti (censimento 2012).